# Willa Jakuba Kestenberga
Pałac Jakuba Kestenberga – budynek położony przy ulicy Seweryna Sterlinga 26 w Łodzi.

## Historia
Jakub Icek Kestenberg zakupił w 1893 roku działkę u zbiegu ulic Cegielnianej (dziś Jaracza) i Nowo Targowej (dziś Sterlinga), na której do 1900 roku postawił fabrykę wyrobów wełnianych.
Franciszek Chełmiński zaprojektował rezydencję w roku 1902, a zrealizowano ją w rok później.
W 1955 roku budynek zaadaptowano do nowych realiów. W willi ulokowano pomieszczenia biurowe Zakładów Odzieżowych "Emfor".
Od 2002 roku, rezydencja wraz z pobliskimi budynkami pofabrycznymi, przejęła i zaadaptowała do własnych potrzeb Akademia Humanistyczno-Ekonomiczna w Łodzi.

## Architektura
Willa to dwukondygnacyjny budynek o zróżnicowanym układzie wnętrz na obu piętrach – z uwagi na swoje funkcje.
Na parterze znajdowały się pomieszczenia handlowe i administracyjne, piętro wyżej mieszkalne i administracyjne.
Rezydencja nakryta dachem mansardowym (po 50 latach została rozbudowana).
Elewacja rezydencji od strony ulicy Jaracza ma charakter willowy, a już od strony ulicy Sterlinga pałacowy. Urozmaicono ją balkonami, wykuszami i tarasami. Pokryta jest dość bogatą ornamentyką secesji wiedeńskiej, gdzie przeważa dekoracja roślinna. Widać także elementy pochodzenia klasycznego, jak pilastry zwieńczone kapitelami ze stylizowanych liści akantu, motywy łezek, fryz kostkowy, spływy wolutowe. Od strony ogrodu, gankiem kolumnowym z wieloboczna wieżą, mieszczącą klatkę schodową.